# Shelter (filme de 2010)
6 Souls é um filme de suspense e de terror sobrenatural, dirigido por Mans Marlind e Bjorn Stein, escrito por Michael Cooney, com Julianne Moore e Jonathan Rhys Meyers nos principais papéis. O filme estreou pela primeira vez no Japão, em 27 de março de 2010.

## Enredo
Mãe solteira e psiquiatra dedicada, Cara Jessup (Julianne Moore), concentra a sua reputação profissional em desmascarar a ideia da síndrome de múltipla personalidade, até encontrar um paciente criminal com problemas mentais, Adam (Jonathan Rhys Meyers), que tem poderes que desafiam a explicação mais racional. Esse contacto misterioso com o mal perturba o seu mundo. A entidade que habita o paciente, no fim, revela ser um pregador demoníaco, que rouba as almas dos mortos horrivelmente, e possui uma eterna obsessão em abrigar as pessoas descrentes. Quando uma alma roubada resulta na perda do pai de Cara, ela começa a achar que sua filha é a próxima.
O filme dá um toque de feitiçaria ao género mistério. Shelter é uma viagem sofisticada e perturbadora ao coração das trevas, para além de explorar o mundo psicológico.

## Elenco
Elenco principal
- Julianne Moore como Cara
- Jonathan Rhys Meyers como Adam/David/Wesley
- Jeffrey DeMunn como Dr. Harding
- Frances Conroy como Sra. Birnberg
- Brooklynn Proulx como Sammy
- Nathan Corddry como Stephen
- KatiAna Davis como A Familiar
- Michael Graves como Holler Man

Elenco adicional
- Aaron Bernard como Tropa de 1982
- Brian Anthony Wilson como Virgil
- Irene Ziegler como lojista Doll
- Kyle Quinn como Bearded Man
- William Kania como Coveiro
- Carl Clemons como Vagabundo
- Nicole Leigh Belle como Random Street Walker
- David Dale McCue como Guarda Prisional
- John W. Iwanonkiw como Coveiro
- Steven Rishard como Detective Danton
- Drew Levinson como Governador da Procuradoria
- Charles David Richards como Empregado de bar
- Tamara Johnson como Bibliotecária

## Produção
As filmagens tiveram lugar em Pittsburgh, no início de Março de 2008.

## Recepção
Mike Sheridan do Entertainment.ie deu ao filme duas estrelas em cinco, afirmando que Shelter é "um thriller em que se tenta, desesperadamente, surpreender o público a cada instante, tentativa essa que se verificou com o roteiro anterior do escritor Michael Cooney para Identity, principalmente para ter um efeito estelar, e Shelter por sua vez é um monte de estupidez envolto numa embalagem temperamental. Mark Harrison de Den of Geek deu uma opinião mais positiva, chamando-o de "horror aos montes, mas é, por sua vez, poupado em relação à sensação de se assustar e saltar da cadeira".